# Mario Krohn
Mario Krohn (født 18. december 1881 i København, død 8. januar 1922 i Hornbæk) var en dansk kunsthistoriker.
Krohn var søn af museumsdirektør Pietro Krohn og Emilie Juliane f. Bull. Han blev student 1899 fra Metropolitanskolen og læste på Københavns Universitet, dog uden at tage eksamen, men blev assistent ved Kunstindustrimuseet, som hans far bestyrede, indtil 1911. Dernæst var han tre år tilknyttet Kunstmuseet og blev i 1916 direktør for Thorvaldsens Museum, indtil han i 1921 tog sin afsked på grund af sygdom. Han døde året efter og er begravet på Vestre Kirkegård.
Han havde evner for at skrive og var 1908-09 redaktør af det meningsdannende tidsskrift Tilskueren. Det blev imidlertid kunsthistorien, der fængede ham. Krohns fornemmelse for systematik og metodisk analyse udfoldede sig bl.a. i arbejdet med registrering af kunstlitteratur og med udgivelse af Italienske Billeder i Danmark (1910), et katalog over Christen Købkes malerier (1915) og tobindsværket Frankrigs og Danmarks Kunstneriske Forbindelser i det 18. Aarhundrede (1922).
Han stod for oprettelsen af samlingen af fotografier af kunstværker og fik den videreført i tilknytning til Kunstakademiet.
Han blev gift 23. august 1911 i Helligåndskirken med Asta Krohn, f. Heyman, der var malerinde (1872-1951), datter af grosserer Philip W. Heyman og hustru.
Der findes en række gengivelser af Krohn: Maleri af Albert Edelfelt ca. 1884; tegning af samme ca. 1889, begge i familieeje. Maleri af Herman Vedel ligeså. Maleri af Harald Slott-Møller. Buste af Ludvig Brandstrup ca. 1889 i Statens Museum for Kunst og i familieeje. Litograferet pennetegning af Pietro Krohn.